# Expressionistische architectuur

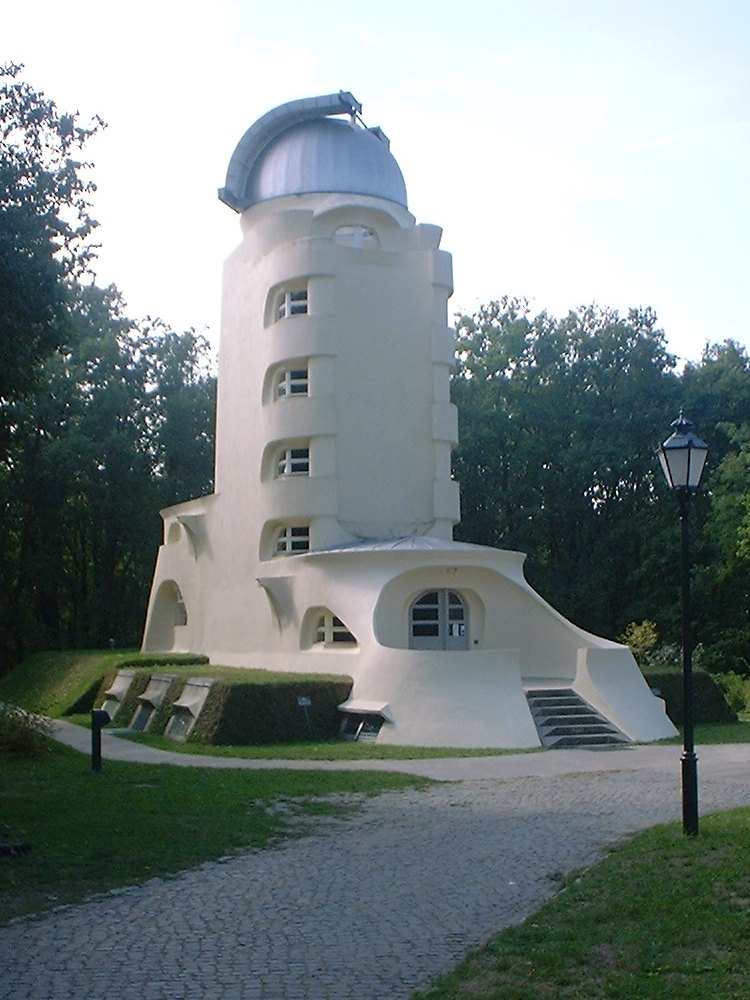
Einsteintoren in Potsdam-Berlijn, 1919-22 (Erich Mendelsohn)

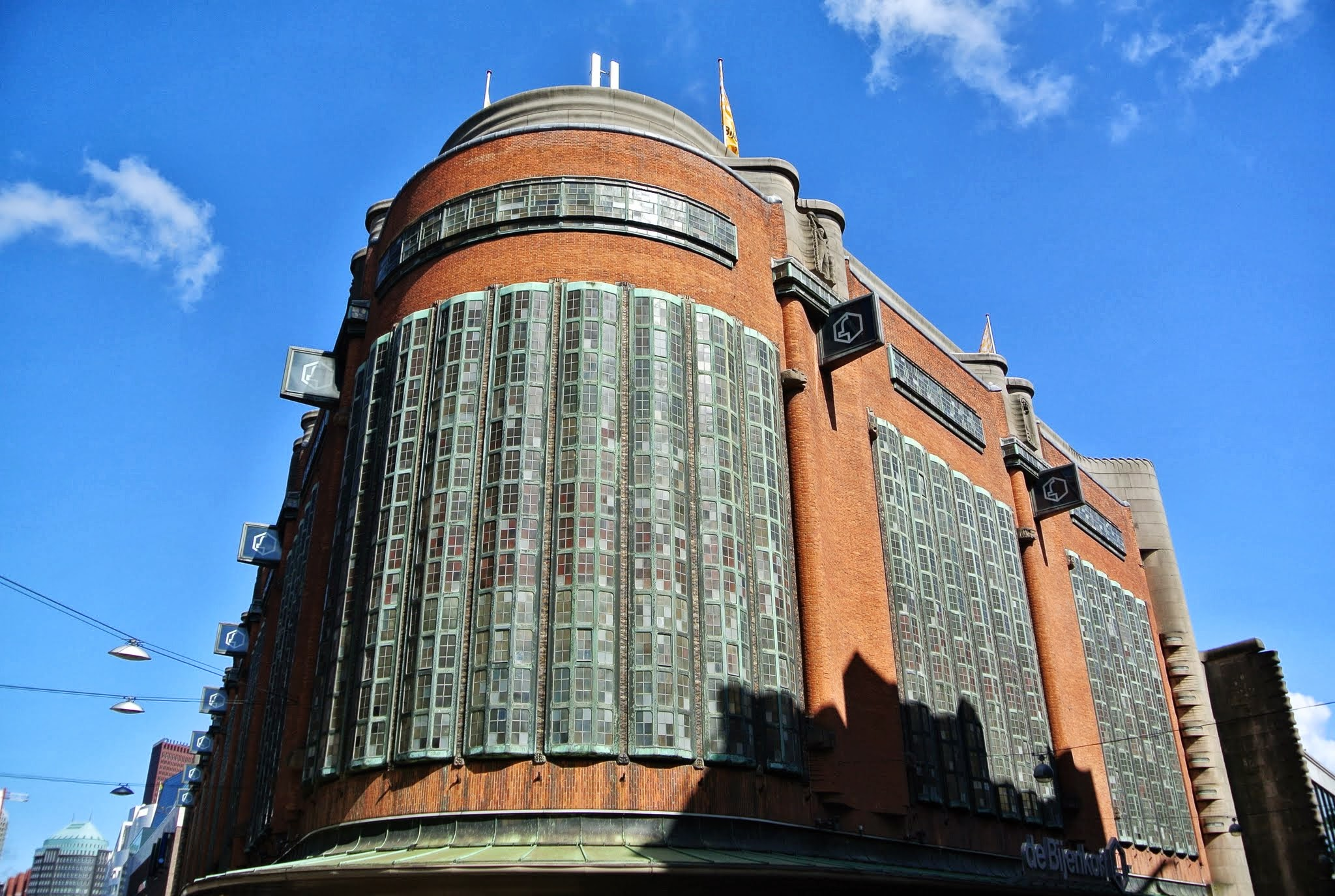
Nederlands expressionisme (de Amsterdamse School). De Bijenkorf in Den Haag, 1924-26 (Piet Kramer)

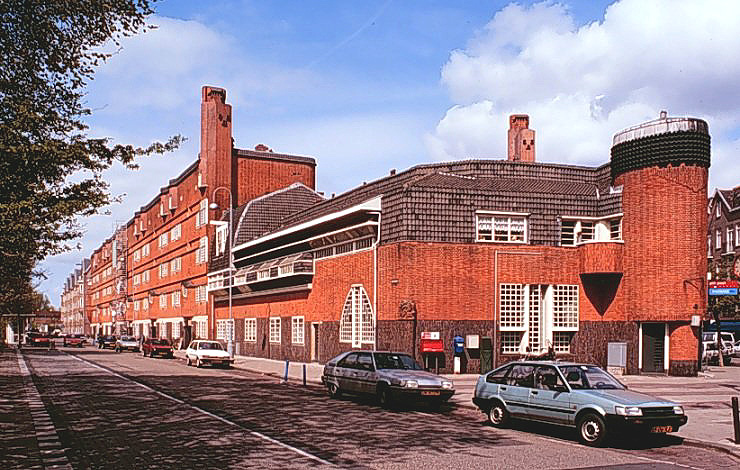
Nederlands expressionisme (de Amsterdamse School). Het Schip, appartementsgebouw in Amsterdam, 1917-20 (Michel de Klerk)

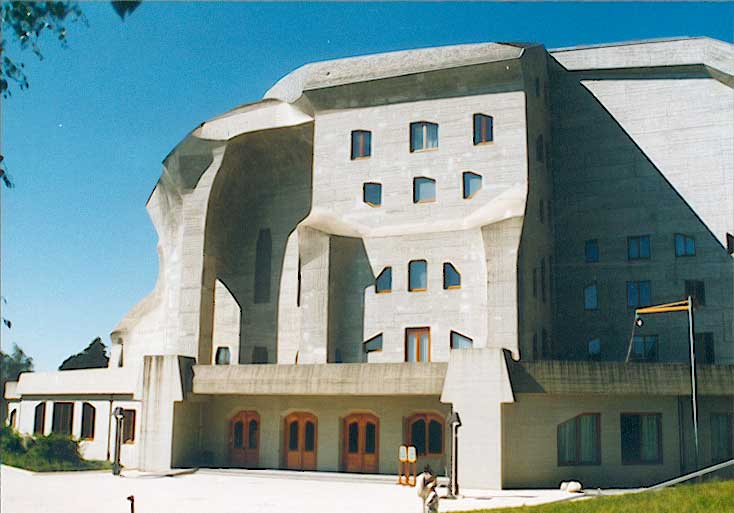
Goetheanum in Dornach nabij Bazel, Zwitserland, 1924-28 (Rudolf Steiner)

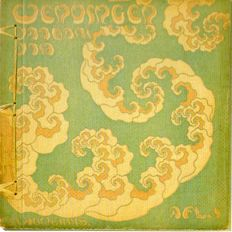
'Wendingen' 1918-1932, Nederlands architectuur- en kunsttijdschrift.

Expressionistische architectuur was een architecturale beweging die zich parallel met de expressionistische visuele en theaterkunsten in Europa ontwikkelde gedurende de eerste decennia van de 20e eeuw.
De term "expressionistische architectuur" omschreef initieel de activiteit van de Duitse, Nederlandse, Oostenrijkse, Tsjechische en Deense avant-garde van 1910 tot 1930. Opeenvolgende herdefiniëringen hebben de term verbreed, enerzijds terug in de tijd naar 1905 en ook geografisch verbreed naar de rest van Europa. Tot op heden is de betekenis van de term zelfs nog verder verbreed om te verwijzen naar architectuur van gelijk welke locatie die bepaalde van de typische kenmerken vertoont van de oorspronkelijke beweging, zoals distortie, fragmentatie of de vertaling van gewelddadig of overbenadrukte emotie.

## Varianten
Binnen het expressionisme valt het baksteen expressionisme, deze stijl komt vooral voor in de Noordelijke helft van Duitsland en in Nederland. De Nederlandse variant wordt Amsterdamse school genoemd. Ook gebouwen die naar de principes van de antroposofie gebouwd zijn vallen onder de noemer van expressionisme, soms ook als organisch expressionisme aangeduid. Vanaf 1920 ontstond een zakelijke variant van het expresionisme, in Nederland beter bekend als Nieuwe Haagse School.
Van bekende ontwerpen uit het deconstructivisme (zoals het Guggenheim in Bilbao) hebben er veel ook gebogen (dubbel gekromde) vlakken. Dit soort vlakken vormt een van de hoofdkenmerken van expressionistische architectuur. In de 21e eeuw ontworpen gebouwen met expressionistische kenmerken zoals sterk vloeiende lijnen worden met neofuturisme aangeduid.

## Kenmerken
Expressionistische architectuur was individualistisch en schuwde in vele opzichten esthetische dogmas, maar toch is het nuttig om bepaalde criteria te ontwikkelen die het fenomeen definiëren. Hoewel het een grote variëteit en verscheidenheid vertoont, kunnen toch verschillende punten gevonden worden die terugkeren in het werk van expressionistische architectuur.
1. Distortie/vervorming van vorm om een emotioneel effect te bewerkstelligen.[4]
2. Ondergeschiktheid van realisme aan een symbolische of stilistische expressie van innerlijke ervaring.
3. Een onderliggende poging om het nieuwe, originele en visionaire te creëren.
4. Vaak hybride oplossingen die herleidbaar zijn tot één concept.[5]
5. Thema's van natuurlijke romantische fenomenen, zoals grotten, bergen, kristal- en rotsformaties.[6] Op die manier is het eerder mineraal en elementair gericht dan de fleurige en organische art nouveau.
6. Maakt gebruik van het creatieve potentieel van ambachtelijk vakmanschap.
7. Tendeert eerder naar het gotische dan het klassieke. Expressionistische architectuur leunt ook meer tegen de romaanse en de rococo architectuur aan dan tegen de klassieke.
8. Hoewel het een Europese beweging is, is expressionisme even oosters als westers. Het ontleent evenveel aan Moorse, Islamitische, Egyptische en Indiase kunst en architectuur als aan Romeinse of Griekse.[7]
9. Architectuur is een kunstvorm.[5]

## Expressionistische architecten in de jaren 1920
- Adolf Behne
- Hermann Finsterlin
- Antoni Gaudí
- Walter Gropius - early period
- Hugo Häring
- Fritz Höger
- Michel de Klerk
- Piet Kramer
- Carl Krayl
- Erich Mendelsohn
- Hans Poelzig
- Hans Scharoun
- Rudolf Steiner
- Bruno Taut

## Expressionistische architectuur sinds de jaren 1950

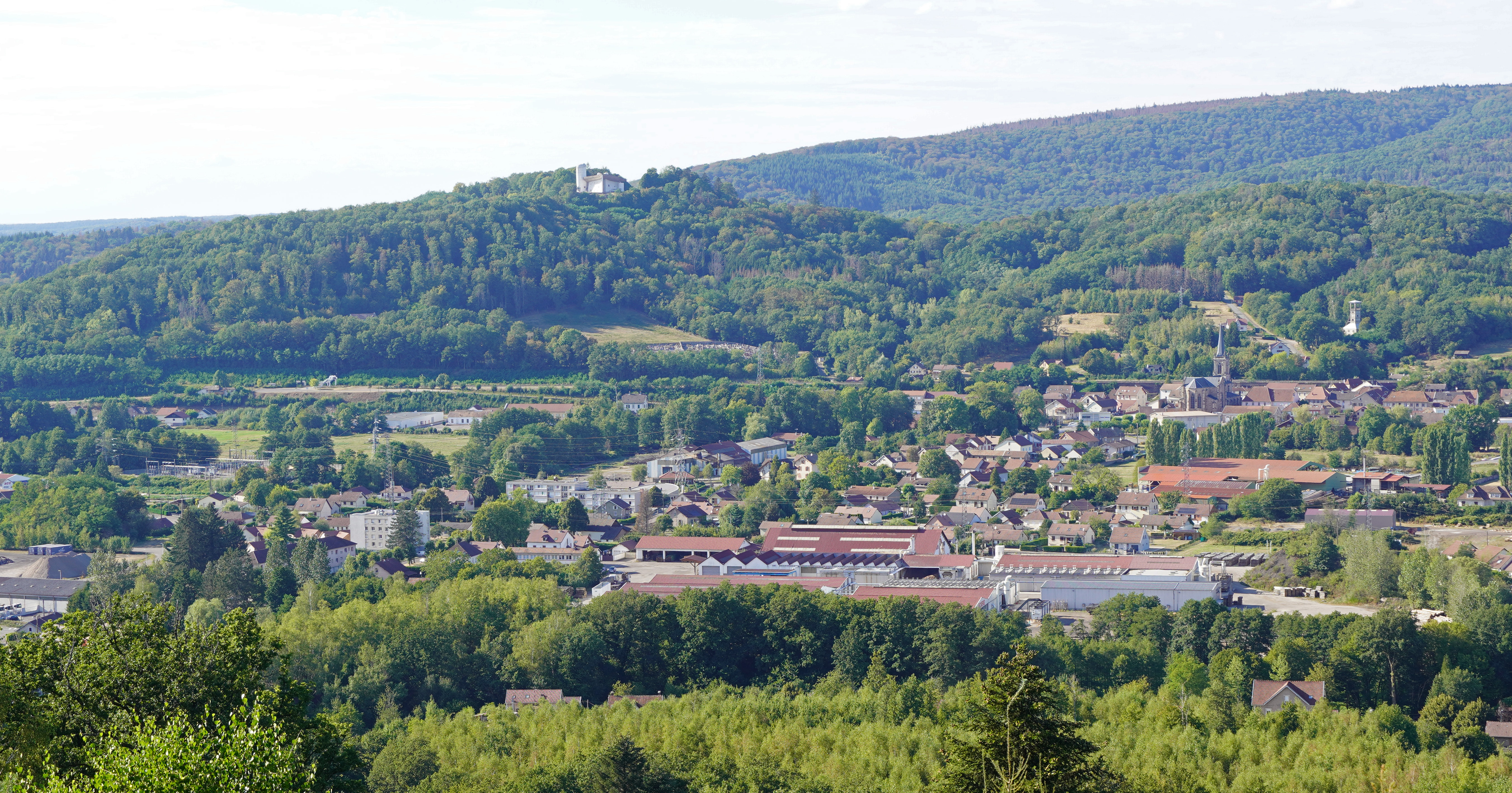
Ronchamp-kapel, 1954 (Le Corbusier)
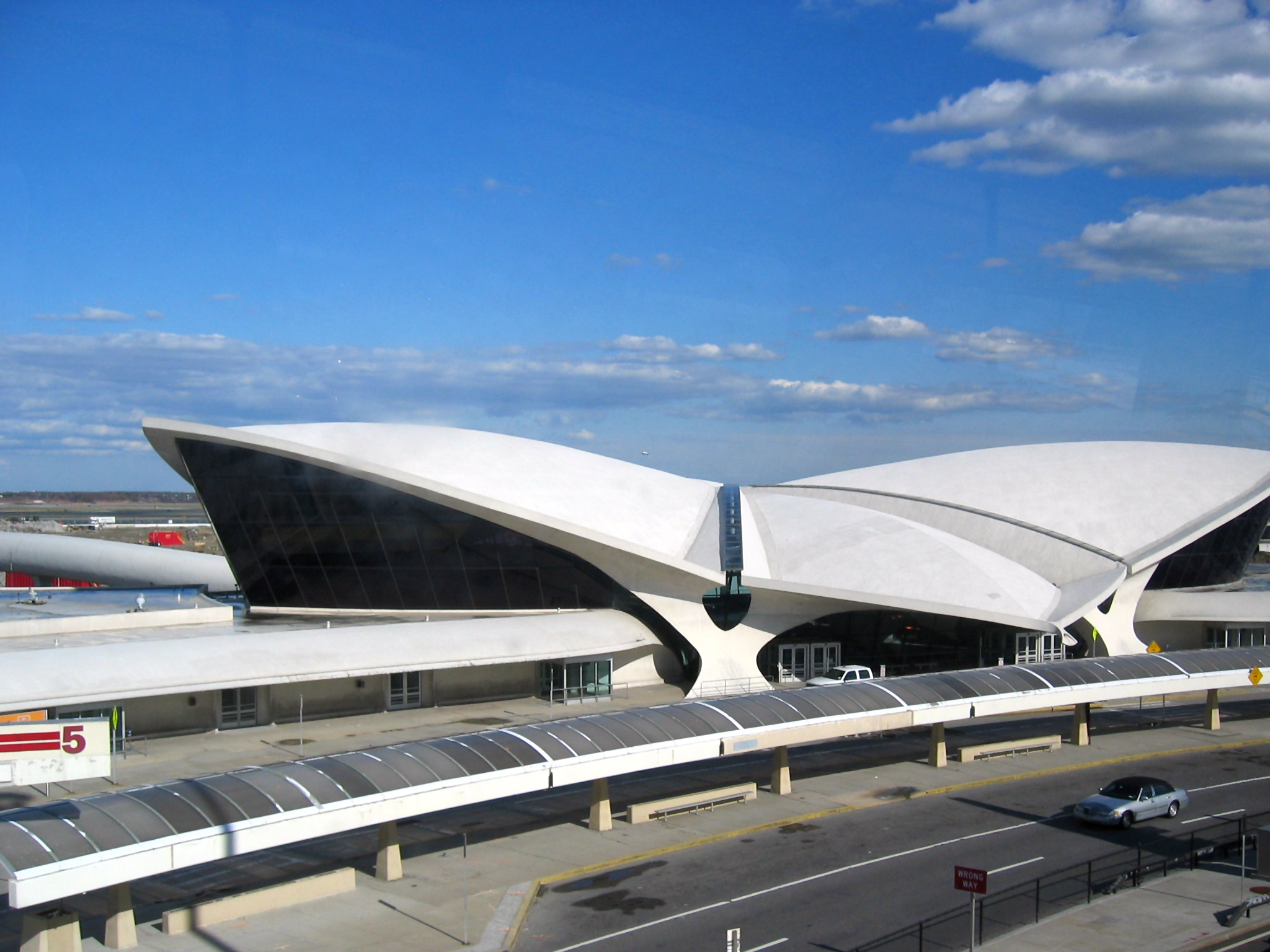
JFK International Airport in New York, TWA Terminal, 1956-62 (Eero Saarinen)
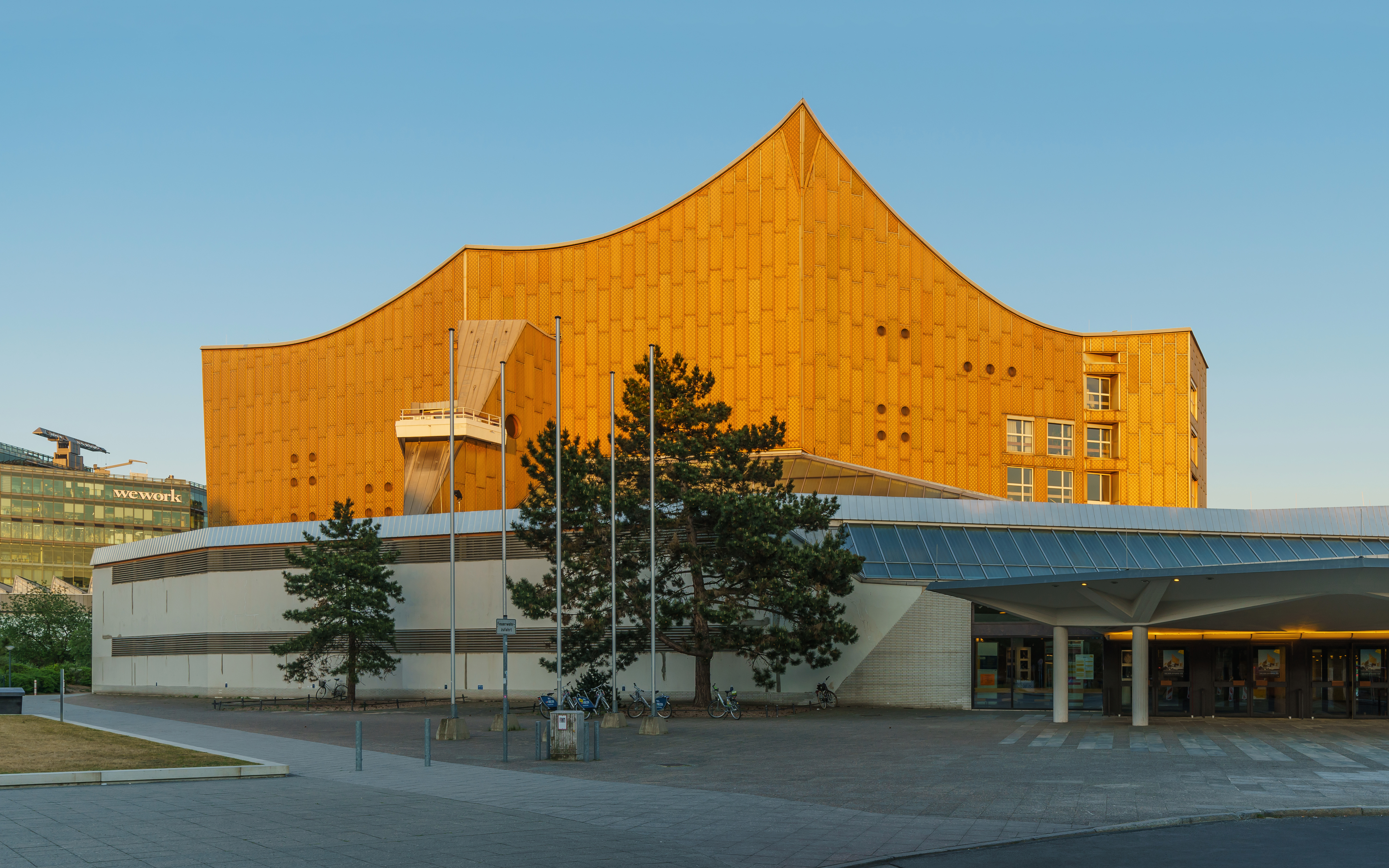
Berliner Philharmoniker, 1956-63 (Hans Scharoun)
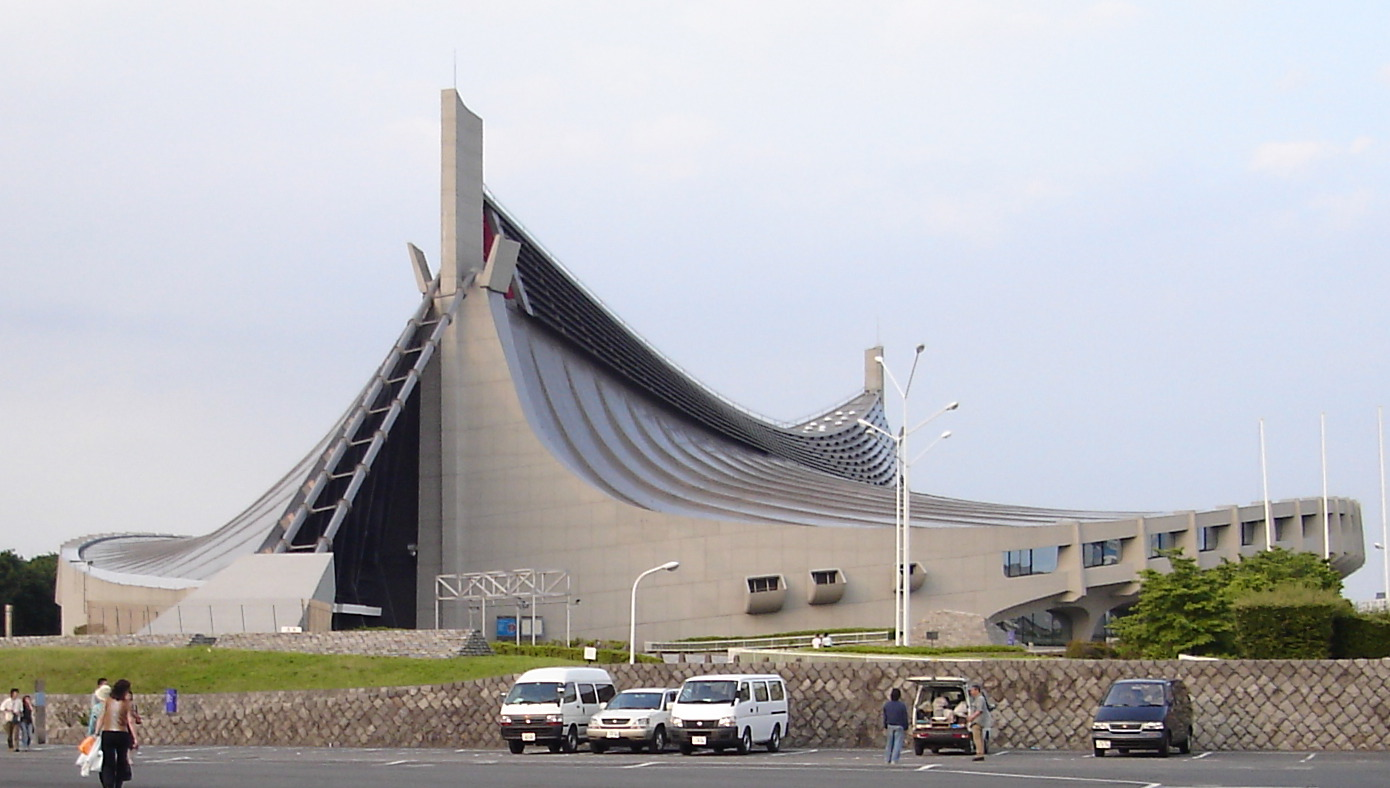
Yoyogi Nationaal Stadion in Tokio, 1964 (Kenzo Tange)
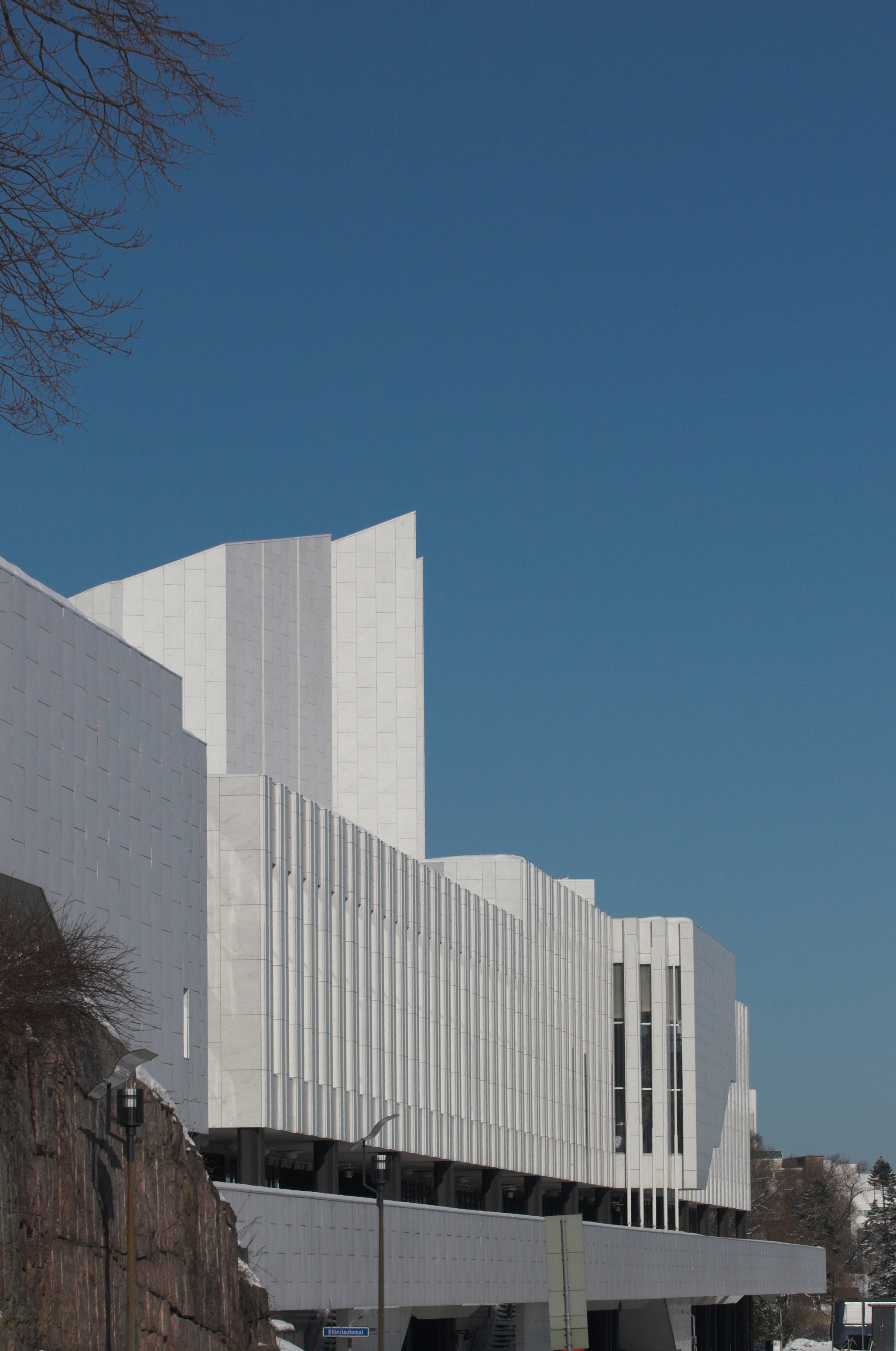
Finlandiahal in Helsinki, 1971 (Alvar Aalto)
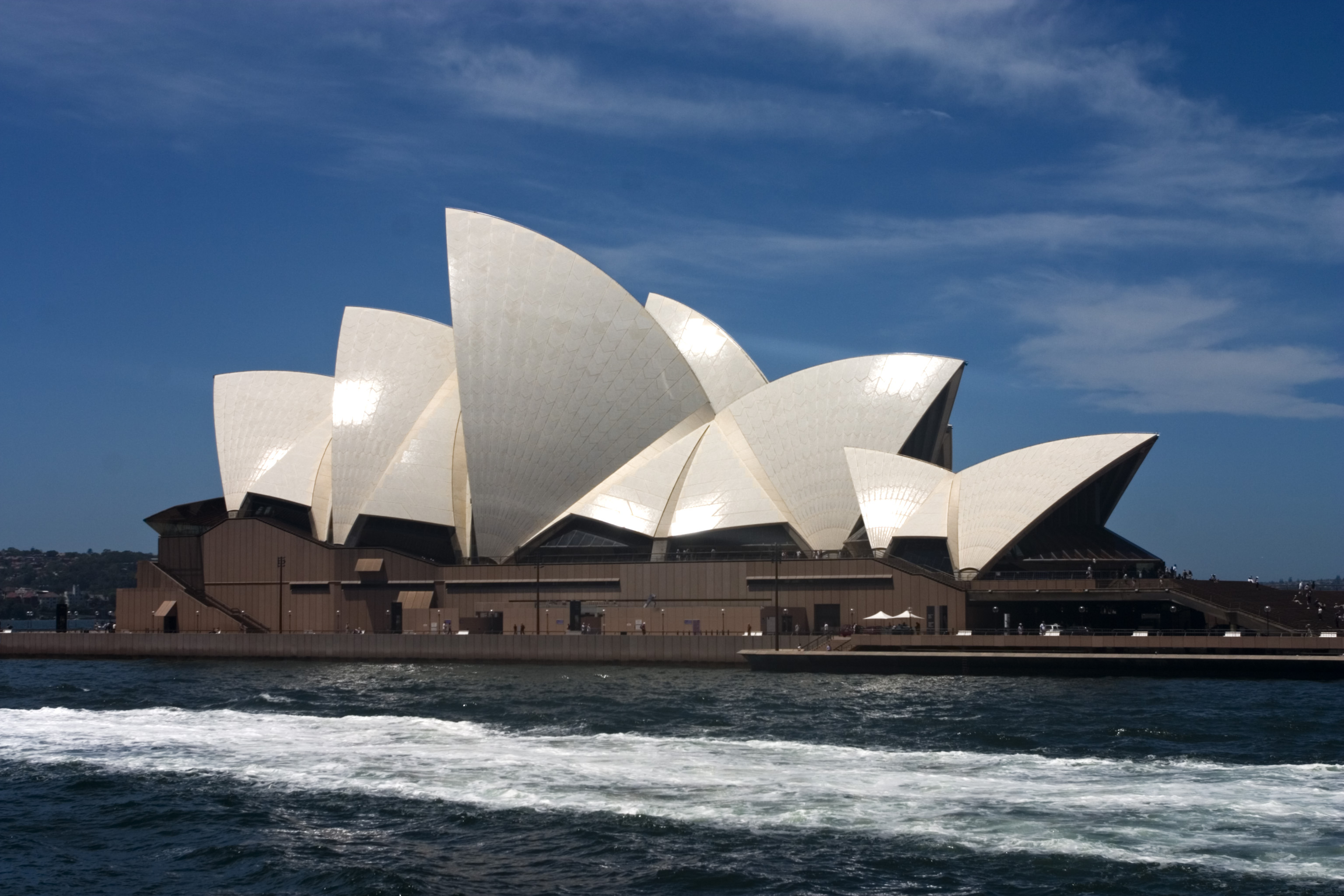
Sydney Opera House, 1957-73 (Jorn Utzon)
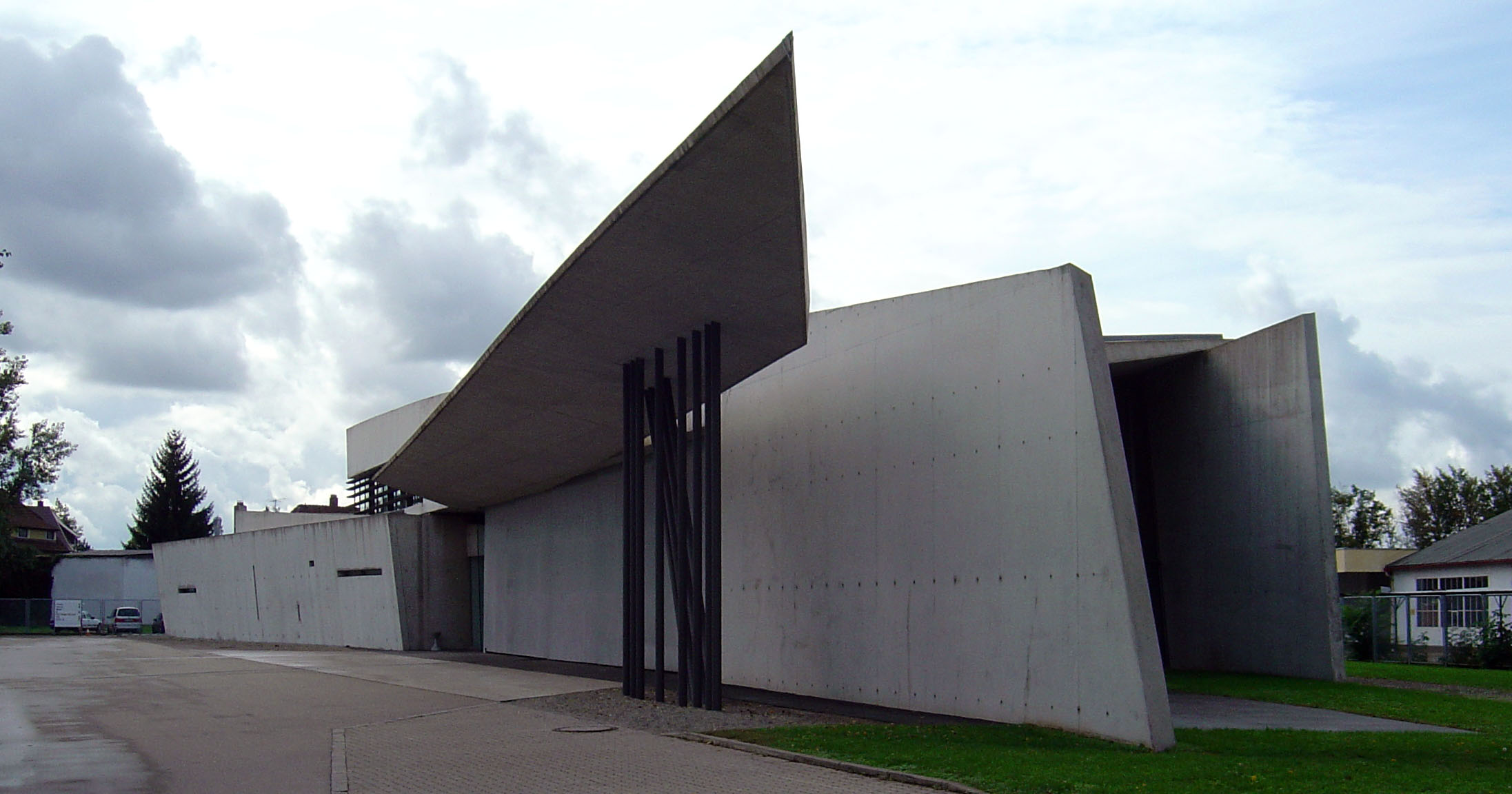
Vitra-brandweerpost in Weil am Rhein, 1994 (Zaha Hadid)
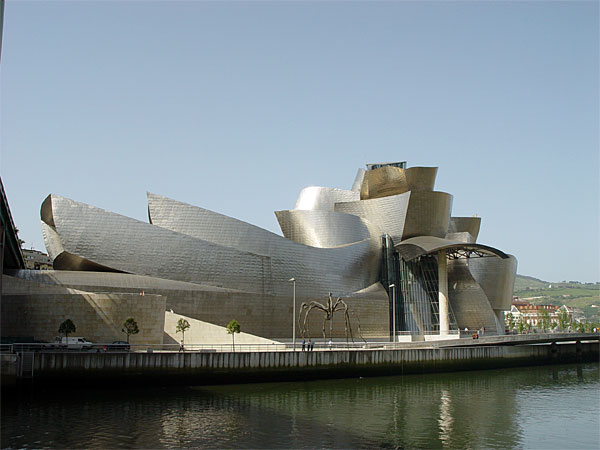
Guggenheim Museum in Bilbao, 1991-97 (Frank Gehry)
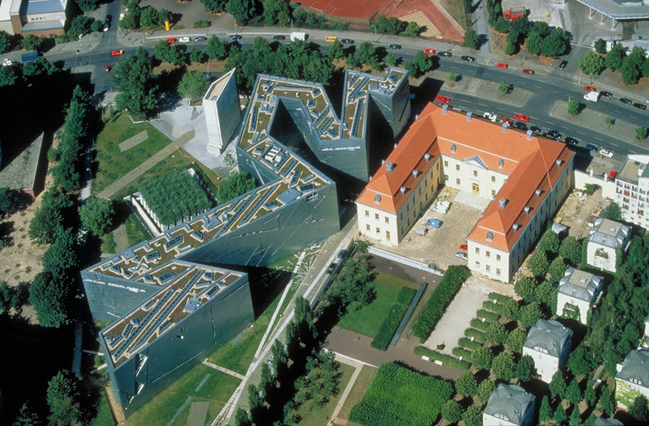
Joods Museum in Berlijn, 1989-99 (Daniel Libeskind)
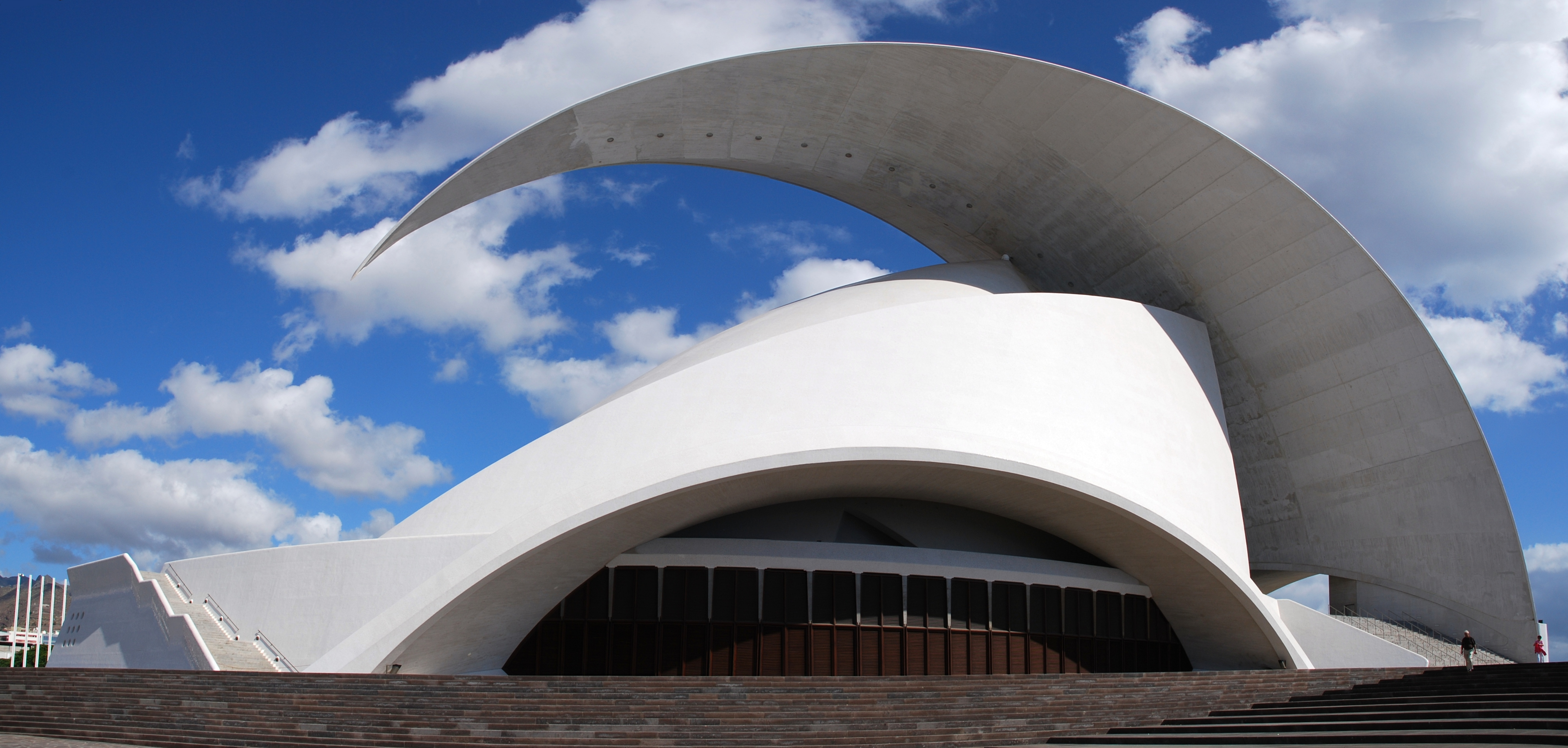
Auditorio de Tenerife, Canarische Eilanden, 2003 (Santiago Calatrava)
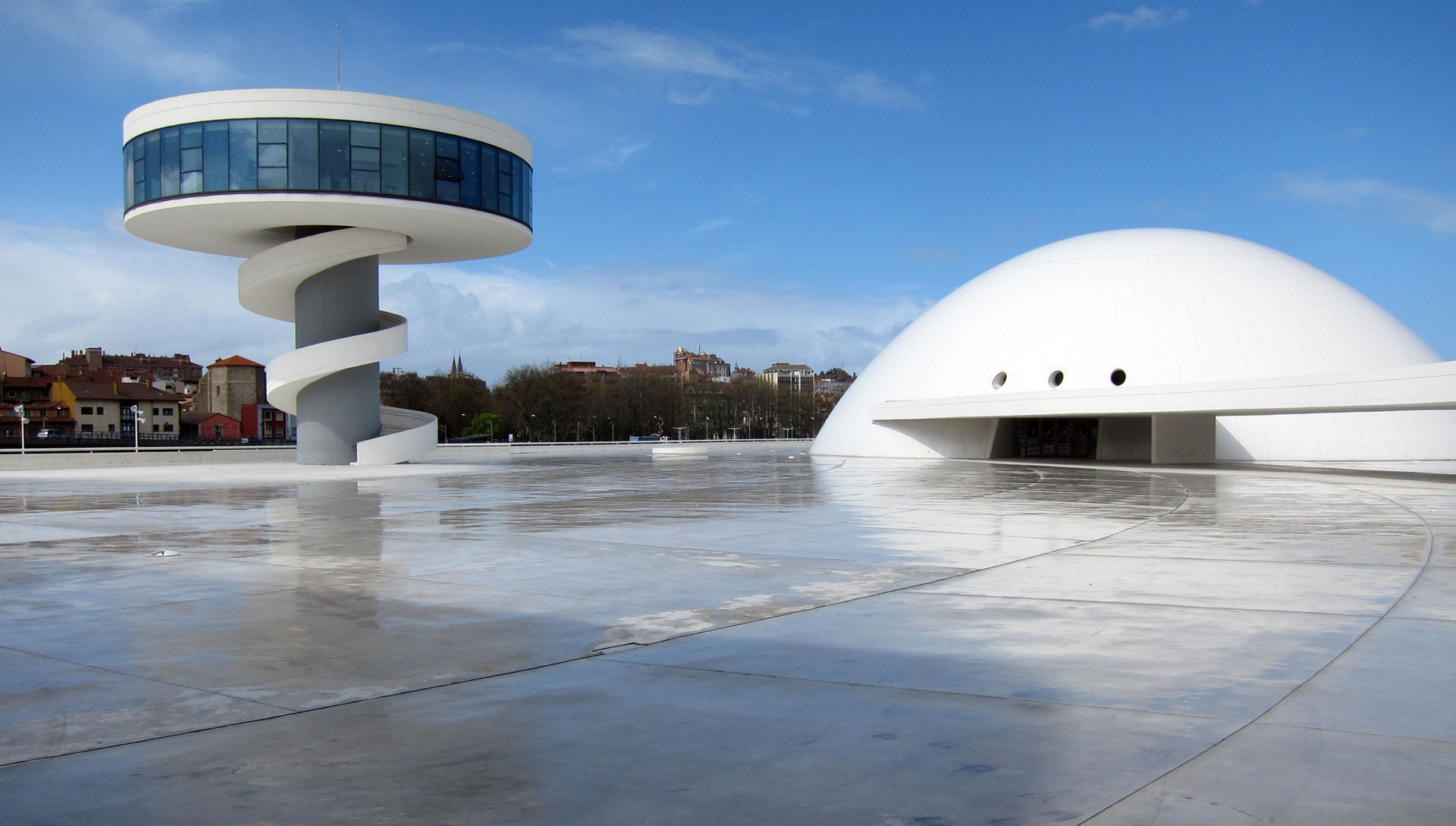
Het Centro Niemeyer in Avilés, 2011 (Oscar Niemeyer)

## Voorlopers van expressionistische architectuur

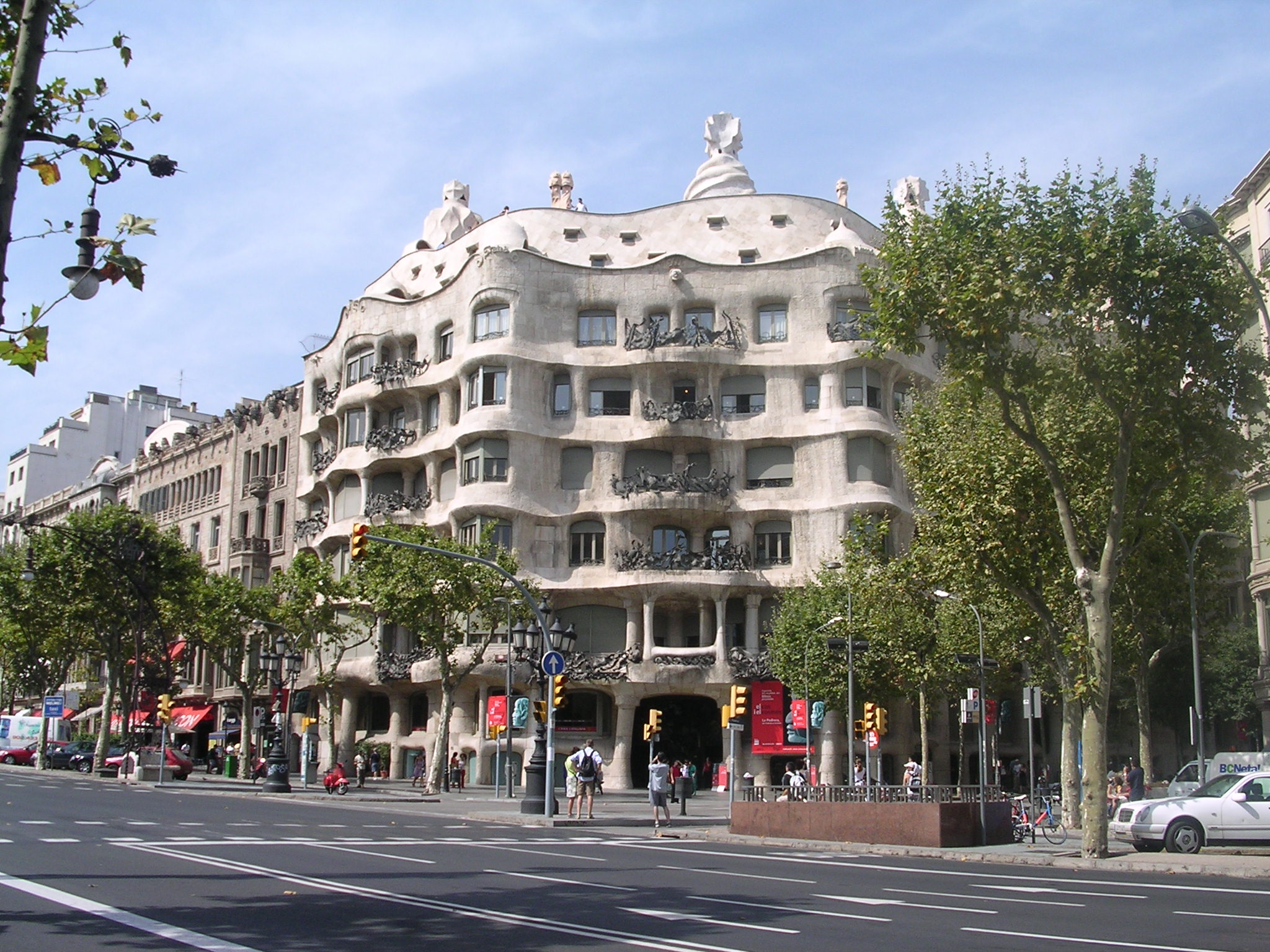
Casa Milà in Barcelona, 1905-12 (Antoni Gaudi)
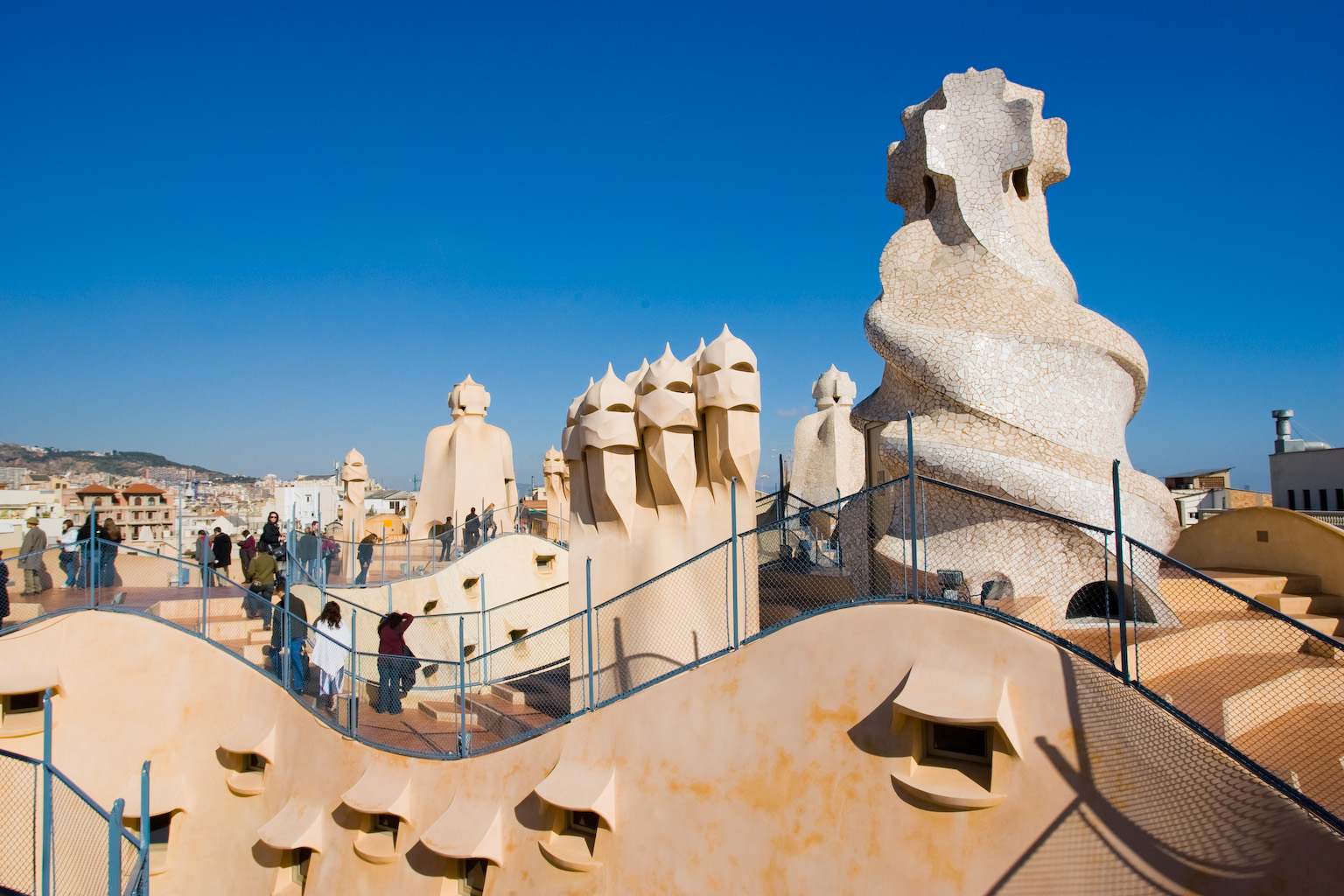
Dak van Casa Milà in Barcelona